# Благовіщенська вулиця (Харків)
Благовіщенська вулиця — вулиця у Холодногірському районі Харкова. Починається від Різдвяної вулиці і простягається на захід до вулиці Євгена Котляра. Перетинається з Ярославською, Дмитрівською та Зброярською вулицями. Йде паралельно вулиці Полтавський Шлях, північніше від останньої, у 1922—2015 роках носила ім'я Карла Маркса.

## Історія
Вулиця виникла у XVIII столітті. На плані Харкова 1742 року Благовіщенська вулиця простягається до Дмитрівської. Спочатку на ній будували дворянські садиби. На місці, де зараз розмістилась 1-а міська клінічна лікарня, в 1812—1839 роках був інститут шляхетних дівчат, одним із засновників якого був відомий український письменник Г. Ф. Квітка-Основ'яненко. В 1839 році інститут переїхав у нову будівлю на Сумській вулиці, а у старому приміщенні розмістилися військові казарми. Оскільки вулицю заселили переважно дворяни, впорядковували її краще за інші. В середині XIX століття вулиця була забрукована, її освітлювали олійні ліхтарі.
У 1869 році почала діяти Курсько-Харківсько-Азовська (нині Південна) залізниця, у тому ж році побудовано вокзал за проєктом А. А. Тона. Це викликало розвиток Благовіщенської вулиці як важливої транспортної артерії. Тоді ж колишня садиба інституту шляхетних дівчат знову поміняла власника — будівлі віддали під Олександрівську лікарню. В 1870-х роках Благовіщенська була вже повністю забудована.

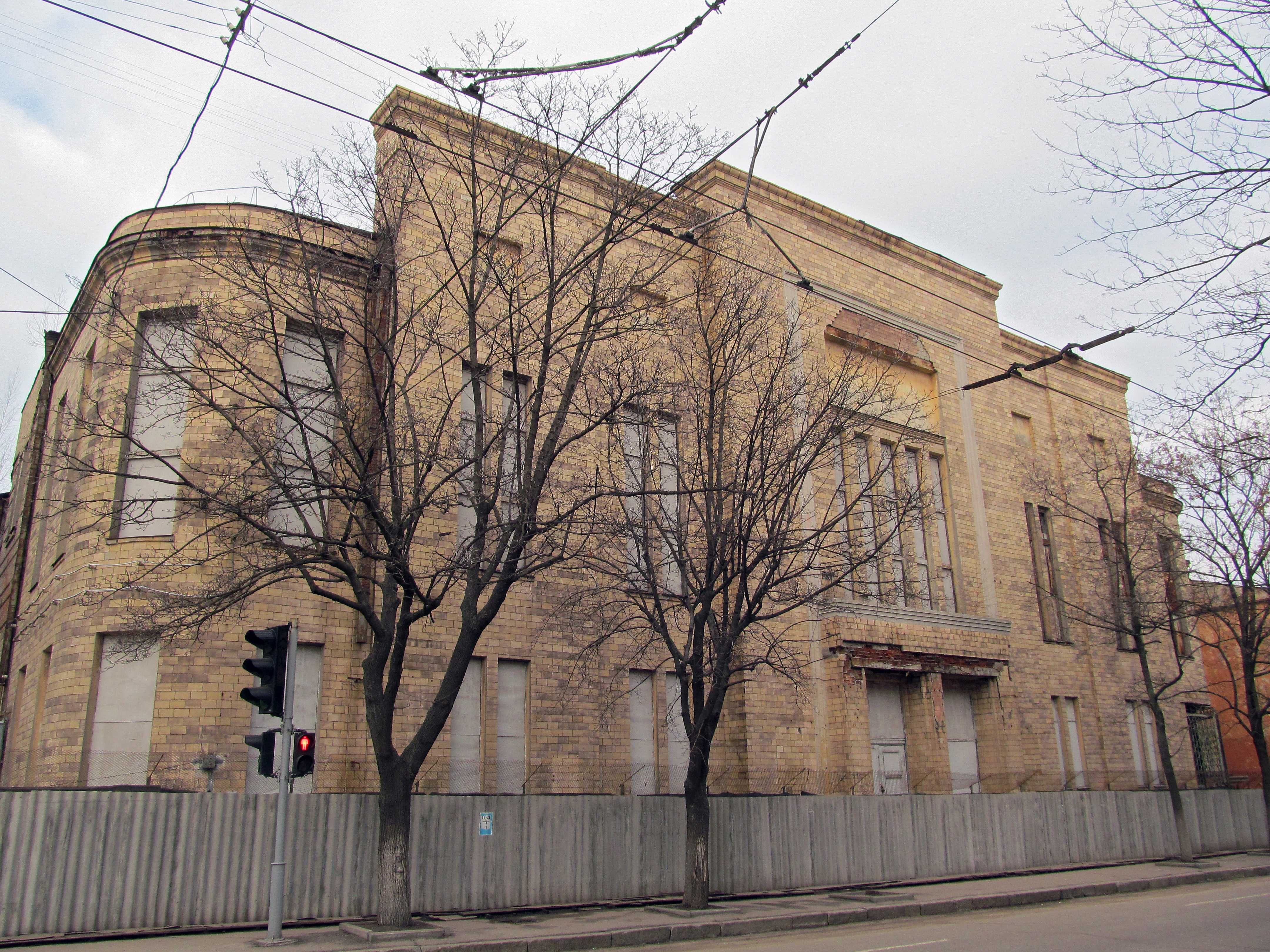
Покинута будівля театру «Муссурі». Вигляд у 2016 році.

У 1910 році побудовано театр-цирк «Муссурі» (арх. Б. М. Корнєєнко). Напроти нього розміщався естрадний театр «Буфф» (не зберігся), постійно працював для публіки сад «Тіволі».
Роль Благовіщенської вулиці як культурного осередку збереглась і після Жовтневого перевороту 1917 року. У приміщенні колишнього театру «Буфф» відкрили робітничий клуб. Будівлю «Муссурі» використовували за призначенням, а також для партійних з'їздів, а в 1929 році тут почав давати вистави перший український театр музичної комедії. В 1930 році був побудований клуб робітників харчової промисловості «Харчосмак» за проектом архітектора О. В. Лінецького. Після двох реконструкцій, які зробили невпізнанним цей видатний зразок харківського конструктивізму, будівля використовується Харківським театром музкомедії.
У 1922 році вулиці було присвоєне ім'я Карла Маркса. 20 листопада 2015 року згідно із законом про декомунізацію вулицю знову було перейменовано на Благовіщенську.

## Будинки

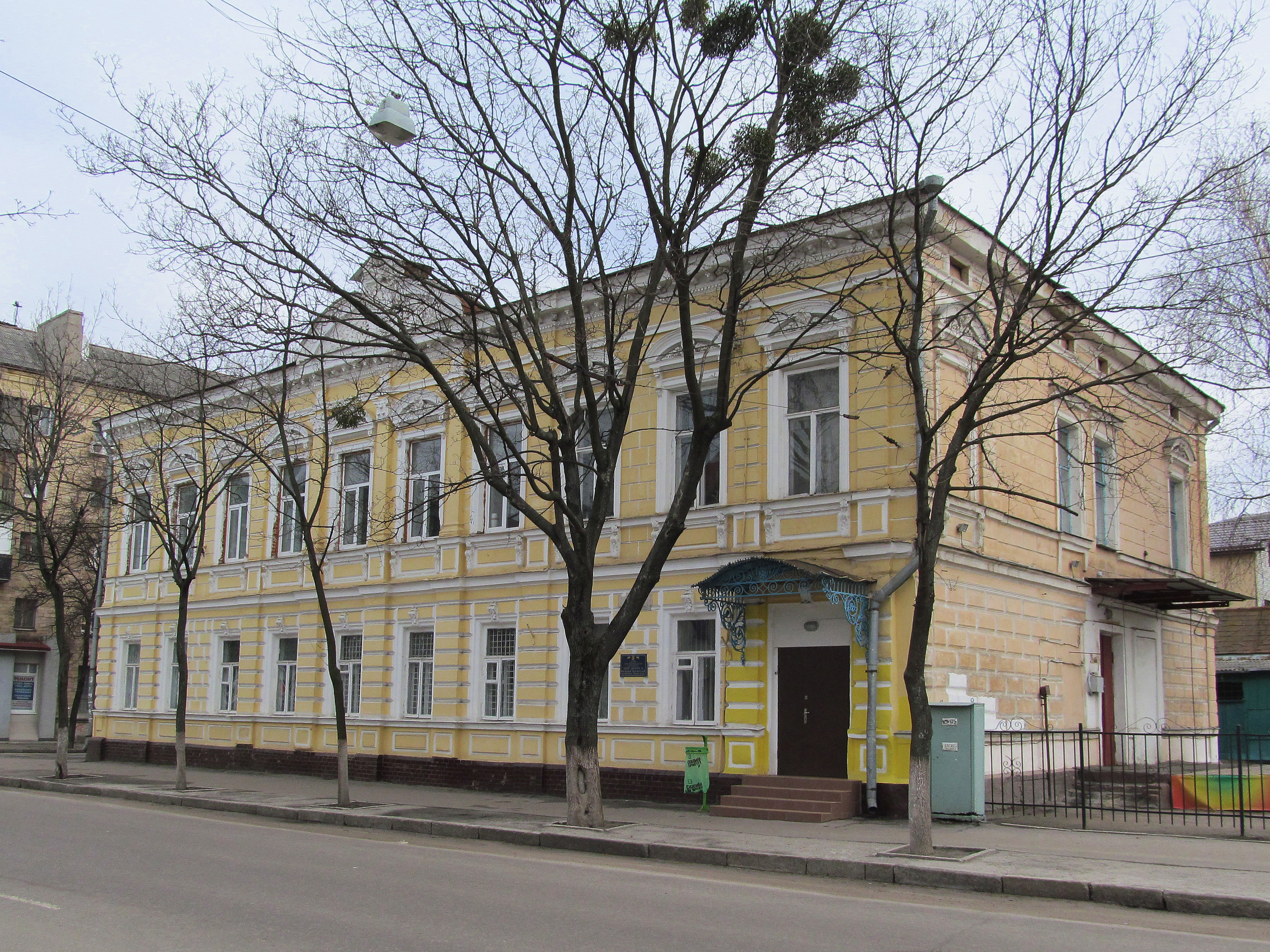
Буд. № 15. Центр дитячої та юнацької творчості

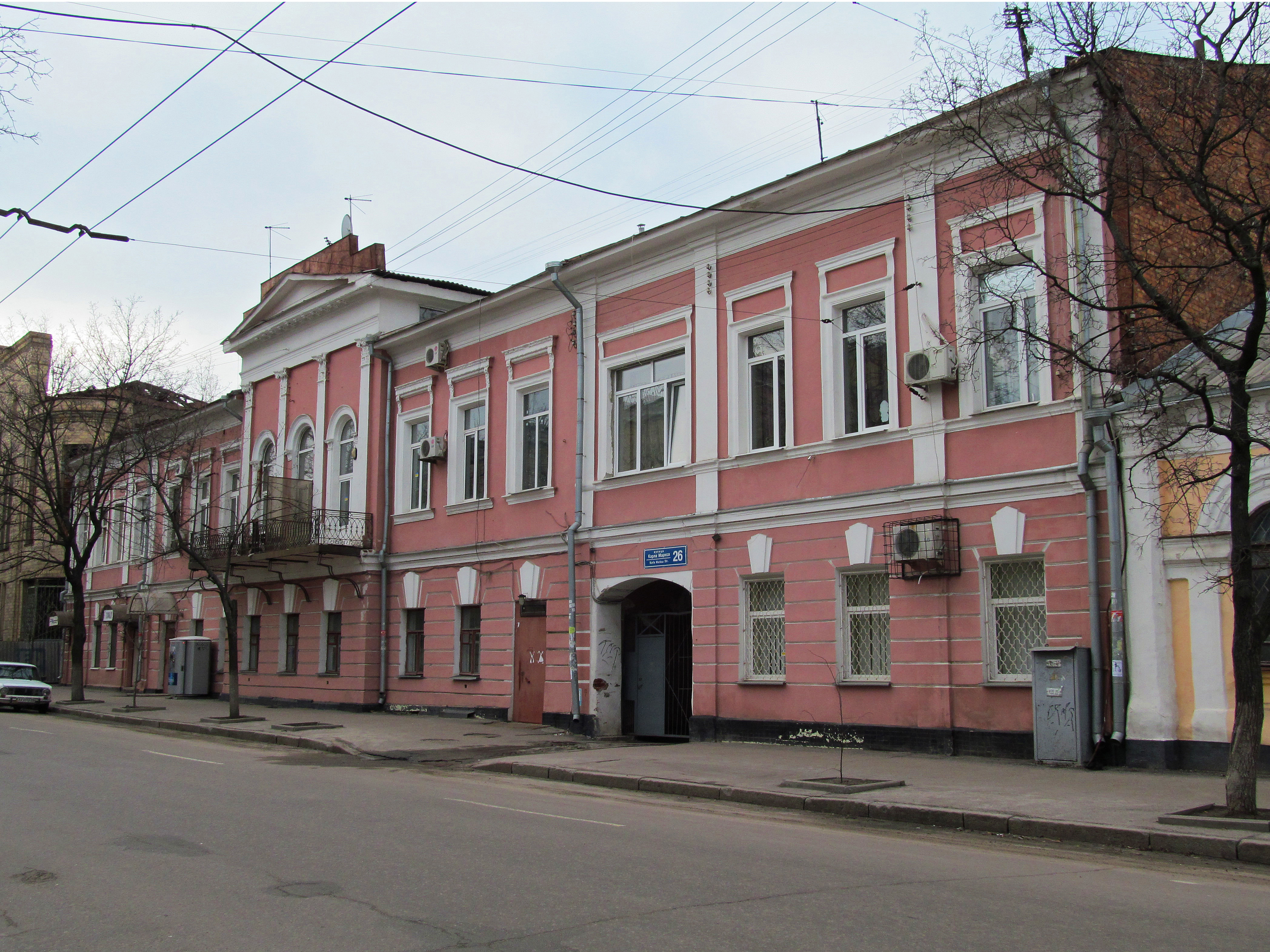
Буд. № 26. Міська садиба 1840-х років

- Буд. № 1 — Типографія. Колишня Морозівська мануфактура, 1913 рік. Архітектор Л. Є. Ройтенберг.
- Буд. № 2 - Будинок купця Констянтина Уткіна. Перший поверх займали магазини, верхні 2 поверхи орендувало Управління південних залізниць.[3]
- Буд. № 14 — Колишній будинок Кузнєцова, 1876 р. Архітектор Н. К. Рейм. Житловий будинок.
- Буд. № 15 — Пам'ятка архітектури Харкова, охорон. № 368. Прибутковий будинок купця М. П. Соколова, архітектор М. Ф. Піскунов, 1909 рік. Нині Центр дитячої та юнацької творчості № 5[4].
- Буд. № 18 — Колишній будинок Третякової, 1888 рік. Архітектор Б. Г. Михаловський. Надбудований третій поверх і мансарда.
- Буд. № 20 — Пам'ятка архітектури Харкова, охорон. № 592. Житловий будинок, 1-ша пол. 19 ст. Архітектор невідомий.
- Буд. № 21 (вул. Дмитрівська, 14) — Садибний будинок Ю. Ф. фон Мінстера.
- Буд. № 26 — Пам'ятка архітектури національного значення, охорон. № 700*. Міська садиба, архітектори, імовірно, Є. О. Васильєв, пзніше розширений А. А. Тоном,[5] 1840-і роки. Один з найстаріших житлових будинків Харкова, колишній маєток Сави Альховського[6].
- Буд. № 28 — Театр-цирк «Муссурі», архітектор Б. М. Корнєєнко, 1910 рік. Будівля виключена з переліку пам'яток архітектури в 2005 році.

## Державні установи
- Буд. № 10 — Колишня лікарня Г. А. Давідовича, кінець XIX століття. Архітектор невідомий. Нині санепідстанція Південної Залізниці. Будівлю частково зруйновано російським ракетним ударом 16 січня 2024 року[7].
- Буд. № 30 — Спеціалізована державна податкова інспекція з обслуговування великих платників у м. Харкові[8].
- Буд. № 34 — 4-поверхова адміністративна будівля, 1972 рік. У ній розміщуються приймальня Харківського міського голови в Холодногірському районі, Холодногірська районна адміністрація та інші державні та громадські організації[9].

## Навчальні заклади
- Буд. № 19 — Харківська середня спеціалізована музична школа-інтернат[10], 1950-і роки. Побудована на місці зруйнованої під час війни будівлі колишнього театру «Буфф». У цій школі в дитячі роки навчався Володимир Крайнєв, видатний піаніст і педагог.
- Буд. № 36 — Колишня школа, 1938 рік. Нині гімназія № 13[11].

## Заклади культури

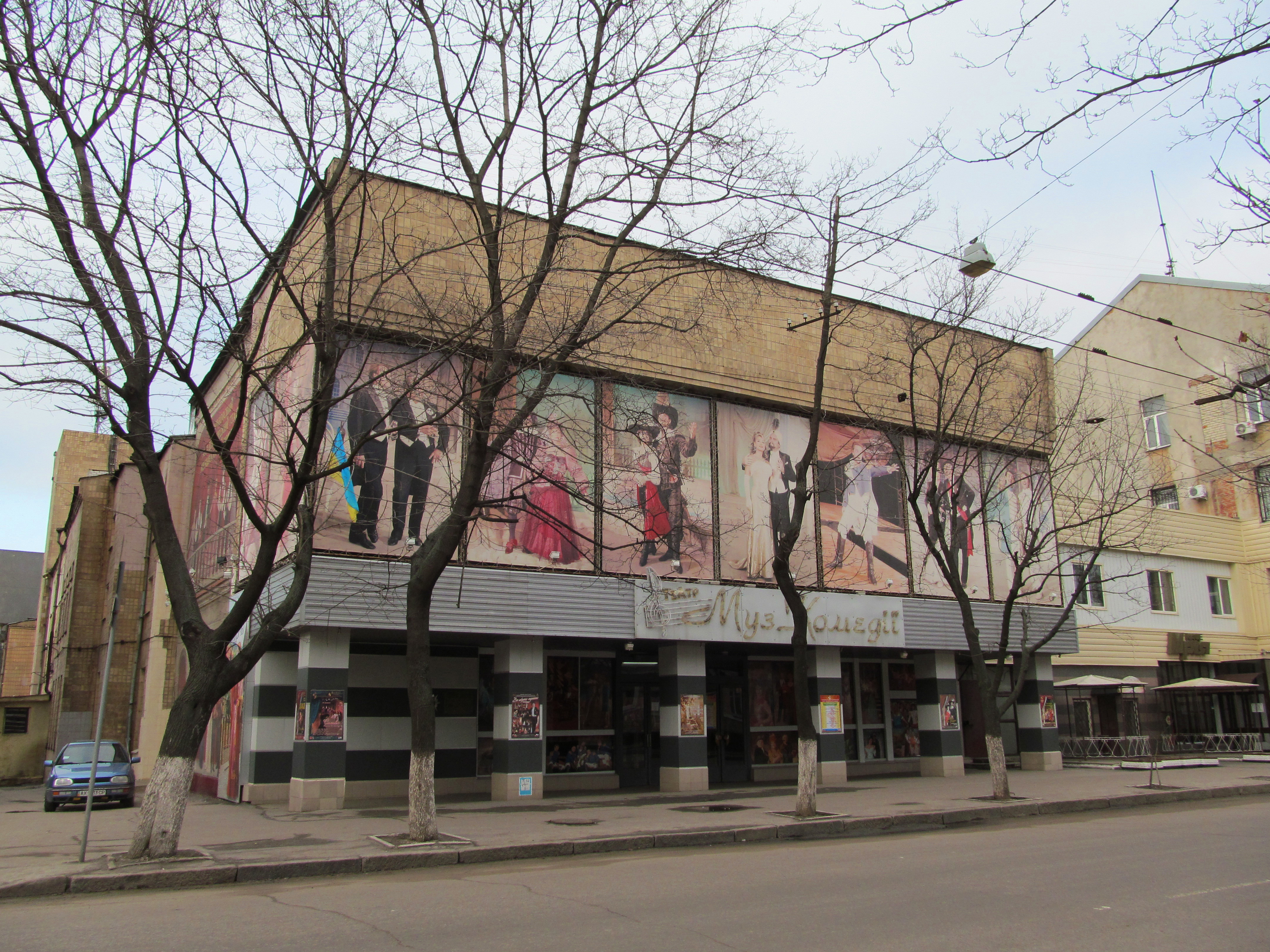
Театр Музкомедії

- Буд. № 32 — Колишній Палац культури робітників харчової промисловості («Клюб-театр „Харчосмак“»), 1930 рік, архітектор О. В. Лінецький. Після війни будівлю двічі реконструйовували. Після реконструкції 1974 року тут розмістився Харківський академічний театр музичної комедії[12].

## Медичні заклади

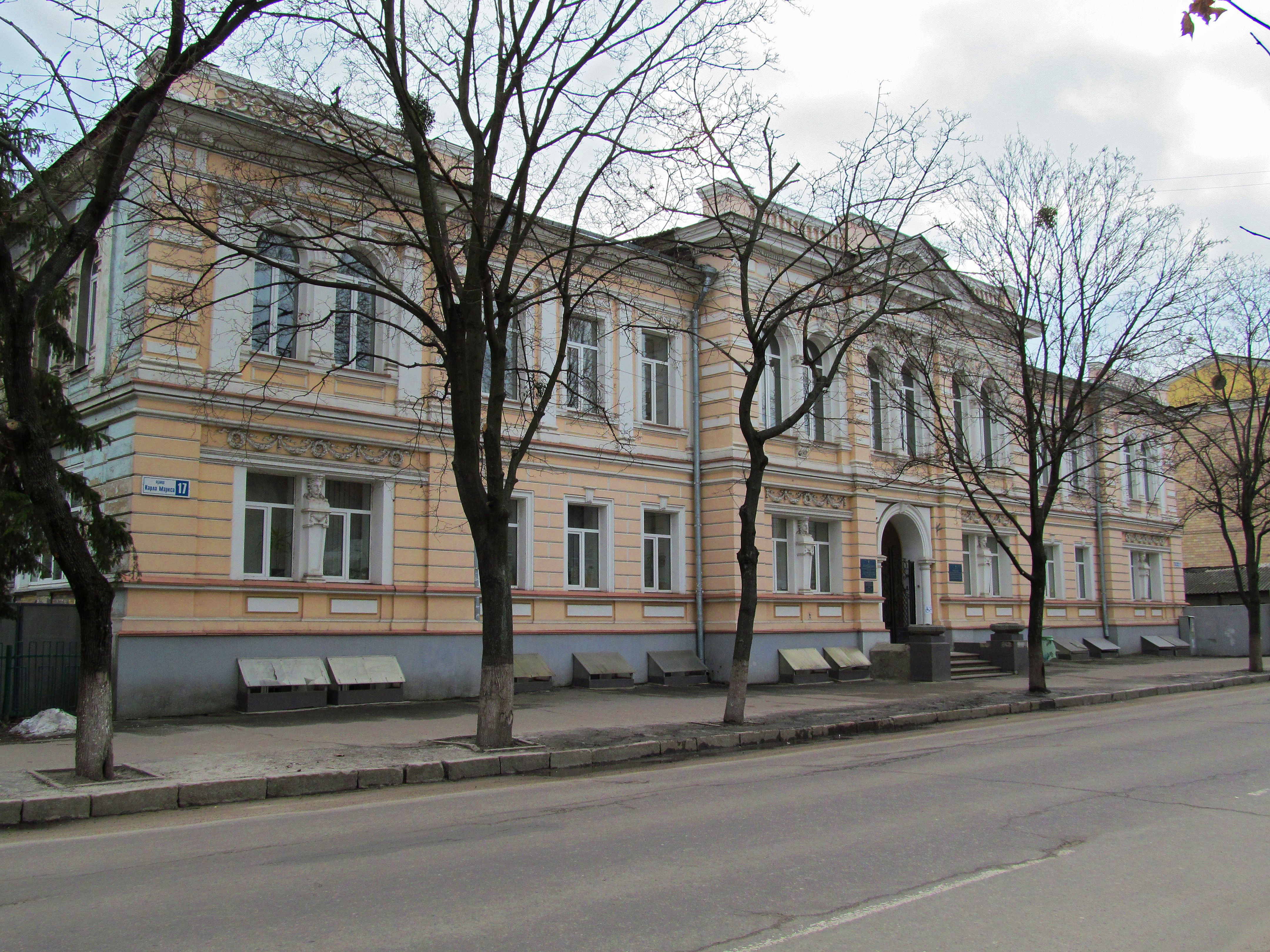
Будинок № 17. Шкірно-венерологічний диспансер

- Буд. № 17 — Пам. арх., охорон. № 362. Колишній прибутковий будинок купця Михайла Соколова[13], архітектор О. М. Бекетов, 1899 рік. Після встановлення у Харкові влади більшовиків певний час пустував. У 1923 р. в ньому розмістили міський шкірно-венерологічний диспансер. Зараз в ньому діє Обласний клінічний шкірно-венерологічний диспансер № 1. Під час російського обстрілу Харкова 14 березня 2022 р. в будинок влучив російський боєприпас, який повністю знищив дах та приміщення оринаторської.[14] Панно та актова зала постраждали через пожежу[15]. Також відірвався фрагмент плафона «Апофеоз Аполлона» в актовій залі, розпису виконаний художником М. М. Уваровим. Будівлю законсервували, фрагмент розпису після консервації передали на зберігання до Харківського художнього музею.[14]
- Буд. № 25 — Колишня Олександрівська лікарня, діяла з 1869 року. Нині 1-а клінічна лікарня. На сьогодні під № 25 зареєстровано цілий комплекс споруд, побудованих у різні часи.

## Сквери, пам'ятники
- На перетині Зброярської та Благовіщенської вулиць розташований сквер Пожежника, який утворює зелений острівець між Благовіщенською й Полтавським Шляхом. У сквері встановлено пам'ятник пожежникам, які загинули при виконанні службового обов'язку (ск. М. Ф. Овсянкін, арх. Ю. М. Шкодовський). Встановлено також пам'ятний знак загиблим від наслідків аварії на Чорнобильській АЕС.
- На парному боці вулиці, напроти скверу Пожежника встановлено пам'ятну стелу з написом «Слава героям війни 1941—1945».

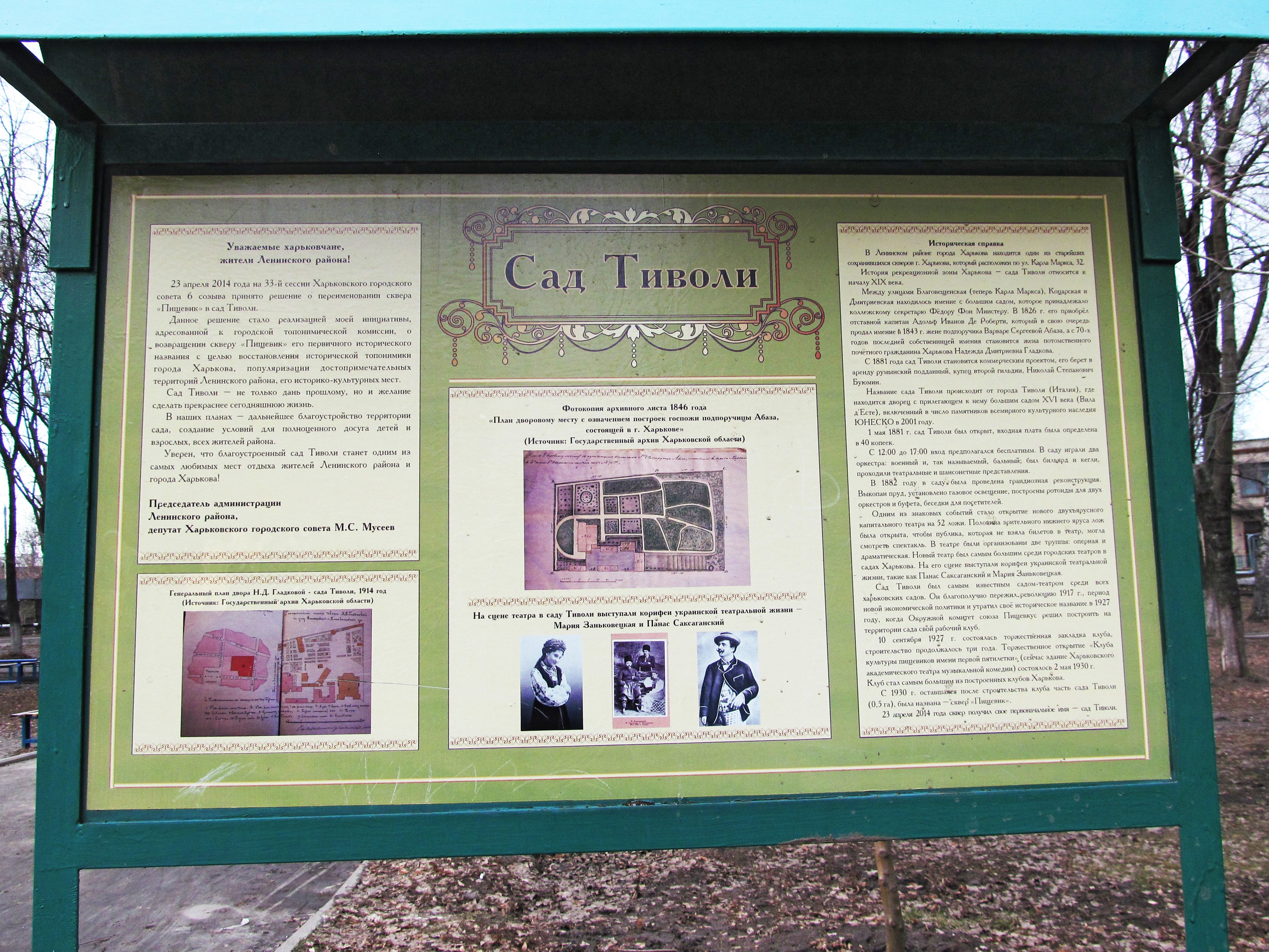
Інформаційна дошка колишнього саду «Тіволі»

- Нині зберігся невеликий клаптик зелених насаджень у глибині кварталу за Театром Музкомедії. Це залишки колишнього Саду «Тіволі», який відкрили для публіки 1 травня 1881 року.

Наприкінці XVIII століття колезьким радником Георгом (Юрієм) фон Мінстером був розбитий ландшафтний парк, який став основою для саду «Тіволі». Спочатку він частково розташовувався за межами міста. Неподалік, на Дмитрівській вулиці була розташована і садиба фон Мінстера. Пізніше ділянку з садом фон Мінстер продав, її власники мінялися кілька разів. У 1881 році садибу з парком взяв в оренду міщанин М. Буюмов і зробив сад «Тіволі» найпопулярнішим місцем розваг і відпочинку харків'ян. У саду були концертний зал і відкритий літній театральний майданчик, грали оркестри, взимку будували крижаний будинок з ілюмінацією, влаштовували ялинку та ковзанку. Аеронавт Михайло Лаврентьєв здійснив тут свій четвертий політ в Харкові на аеростаті.
На театральних підмостках саду «Тіволі» виступали Емілія Павловська, Марія Заньковецька, Панас Саксаганський, давала вистави трупа Марка Кропивницького.
У 1927—1930 роках, вже при радянській владі, сад «Тіволі» зменшився наполовину за рахунок побудови клубу «Харчовик», в рік його відкриття сад отримав те ж ім'я.
23 квітня 2014 року харківська міська рада ухвалила рішення повернути цьому скверу початкову назву — Сад «Тіволі».

## Транспорт
Благовіщенська — вулиця з одностороннім рухом, напрямок — від Привокзального майдану до центру міста. Вулицею ходять автобуси й тролейбус.